# نقوب (القطن)
'

تعديل مصدري - تعديل

نقوب هي إحدى قرى عزلة القطن بمديرية القطن التابعة لمحافظة حضرموت، بلغ تعداد سكانها 277 نسمة حسب تعداد اليمن لعام 2004.